# Giovanni Varischino
Giovanni Varischino nebo Varischini(? – 1692?) byl italský hudební skladatel.

## Život a dílo
Giovanni Varischino byl synovcem skladatele Giovanniho Legrenziho, který mu poskytl hudební vzdělání a pověřil ho později výkonem poslední vůle. Je známo, že zkomponoval dvě opery, které byly uvedeny v divadle Teatro San Angelo v Benátkách. Kromě toho se dochovalo 6 kantát. Není vyloučeno, že tyto kantáty byly výtahem ztracených oper.

## Opery
- L'Odoacre (libreto Novello Bonis ,1680, Benátky)
- L'amante fortunato per forza (libreto Pietro d'Averara, Benátky, 1684, ztraceno)